# Litas
Der Litas war bis zum 31. Dezember 2014 die litauische Währung. Er wurde am 1. Januar 2015 durch den Euro ersetzt.
Auf Litauisch lautet sein Name:
1 litas/centas (Nom. Sg.)
2 (bis 9) litai/centai (Nom. Pl.)
10 (20, 30 etc.) litų/centų (Gen. Pl.)

## Geschichte

### Erste Republik (1922 bis 1941)
Im Juni 1922 führte die junge Republik Litauen ihre eigene nationale Währung ein, den litauischen Litas. Er ersetzte die Deutsche Ostmark, die die Deutschen während des Ersten Weltkriegs eingeführt hatten. Der Einführungskurs der neuen litauischen Währung lag bei 10 Litas = 1 US-Dollar. Er war damals zu gut einem Drittel der in Umlauf gebrachten Geldmenge in Gold gedeckt. Diese Goldvorräte wurden von der Litauischen Staatsbank im Ausland (England, Frankreich, Schweden, Schweiz) deponiert. Er entwickelte sich zu einer sehr starken Währung und notierte 1938 bei knapp 6 Litas für 1 US-Dollar. Mit dem Anschluss Litauens an die Sowjetunion im Juni 1940 wurde der Litas im April 1941 durch den Rubel der Sowjetunion ersetzt, wobei ein für die Sowjetunion äußerst vorteilhafter Kurs von 1 Litas = 0,9 Rubel festgesetzt wurde.
Die Goldreserven im Ausland blieben unangetastet. Allerdings verkaufte die Bank of England 1967 die bei ihr lagernden Goldvorräte an die Sowjetunion. Sie wurden der Republik Litauen ab 1992 zurückerstattet/überschrieben.

### Zweite Republik (1993 bis 2014)
Bereits vor der Unabhängigkeitserklärung am 11. März 1990 war im Februar 1990 die Litauische Staatsbank wieder gegründet worden und die Einführung einer nationalen Währung eines der vordringlichsten Ziele der jungen Republik. Nach vielen Problemen und Skandalen um die notwendige Absicherung der Währung und die Fälschungssicherheit der Banknoten löste der Litas am 23. Juni 1993 die Übergangswährung Talonas ab, die ein Jahr lang den Russischen Rubel ersetzt hatte. Der Umtauschkurs lag bei 100 Talonas = 1 Litas sowie 4,5 Litas = 1 US-Dollar. Nachdem sich der Kurs in der Folge bei etwa 4 Litas = 1 US-Dollar eingependelt hatte, wurde der Litas am 1. April 1994 zum Kurs von 4:1 fest an den US-Dollar gebunden. Damit wollte man das Vertrauen in die Währung stärken und den US-Dollar aus der Wirtschaft verdrängen. Vom 1. August 1993 bis 31. Dezember 2014 war der Litas das einzige legale (Bar-)Zahlungsmittel in Litauen.
1991 wurde der erste Münzensatz (Centas und Litas) geprägt, doch erst 1993 ausgegeben. Drei Werte, die 1991 in Kupfer ausgegeben wurden, wurden später in Messing nachgeprägt. Nur die kleinsten Werte (1 Centas, 2 und 5 Centai) erschienen in Aluminium und nur mit Prägejahr 1991. Die leichteste, die 1-Centas-Münze (wie andere: mit Reiter und erhobenem Schwert auf der Rückseite, gestaltet von Petras Garška) besteht aus 99 % Aluminium, hat 18,75 mm Durchmesser und wiegt 0,83 g; hat damit fast identische Daten wie die österreichische 2-Groschen-Münze.

### Litas und Euro
Erklärtes Ziel litauischer Politik war die Aufnahme des Landes in die Eurozone. Bereits im Vorfeld des EU-Beitritts am 1. Mai 2004 wurde die Bindung des Litas am 2. Februar 2002 vom US-Dollar zum damaligen Tageskurs von 1 Euro = 3,4528 Litas auf den Euro umgestellt. Am 28. Juni 2004 erfolgte der Beitritt zum Wechselkursmechanismus II (WKM II) als Vorbedingung zum geplanten Euro-Beitritt. Die erhoffte schnellstmögliche Einführung des Euro nach zweijähriger Mitgliedschaft im WKM II zum 1. Januar 2007 scheiterte allerdings an einem der drei Beitrittskriterien, der Inflation: Nachdem der Litas seit der Rubelkrise 1999 kontinuierlich Inflationsraten von unter 2 % aufgewiesen hatte, erreichte die Inflation aufgrund der boomenden Wirtschaft im Referenzzeitraum (März 2005 bis April 2006) 2,66 %. Das waren 0,06 Prozentpunkte mehr, als das im Maastricht-Vertrag verlangte arithmetische Mittel der drei inflationsärmsten Euro-Mitgliedsländer plus 1,5 Prozentpunkte (2,6 %). Am 16. Mai 2006 empfahl die Europäische Kommission, Litauen nicht zum 1. Januar 2007 in die Eurozone aufzunehmen. Die endgültige negative Entscheidung fällte der Ministerrat der Finanzminister der EU in seiner Sitzung am 11. Juli 2006. Praktisch ging es a) politisch darum, ein kleines, zu den anderen Euro-Ländern isoliert gelegenes Land außen vor zu halten, b) die sich abzeichnenden Veränderungen hinsichtlich der Preisentwicklung abzuwarten. In der Tat hat die Inflation seither Jahr für Jahr zugenommen und betrug 2009 ca. 11 %.
Im Jahr 2014 beantragte die litauische Regierung einen Euro-Beitritt zum 1. Januar 2015. Europäische Kommission und EZB gaben am 4. Juni 2014 grünes Licht. Das Europäische Parlament verabschiedete am 16. Juni 2014 eine Erschließung, wonach die Euroeinführung empfohlen wird. Am 19. Juni 2014 stimmten die Finanzminister der Euro-Gruppe einem Euro-Beitritt Litauens am 1. Januar 2015 zu. Am 27. Juni 2014 gaben die Staats- und Regierungschefs der Europäischen Union (EU) ihre Zustimmung. Das letzte Wort hatte der Rat für „Allgemeine Angelegenheiten“. Die (zustimmende) Entscheidung fiel am 23. Juli 2014.

## Münzen

### Kursmünzen
Kursmünzen gab es in Stückelungen von 1 Litas, 2 und 5 Litai sowie 1 Centas, 2, 5 Centai, 10, 20 und 50 Centų.

Vorderseiten

Rückseiten

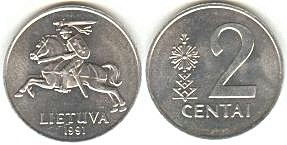
2 Centai
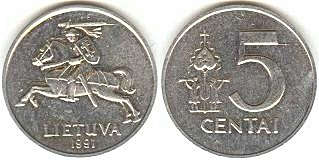
5 Centai
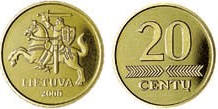
20 Centų
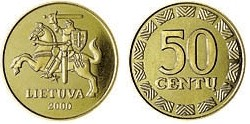
50 Centų
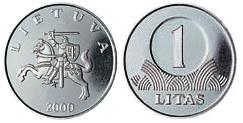
1 Litas
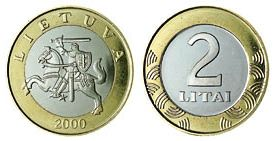
2 Litai
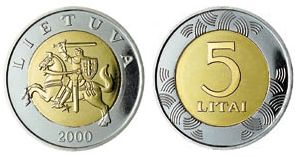
5 Litai

### Gedenkmünzen
Von der 1-Litas-Münze gab es auch folgende Gedenkmünzen:

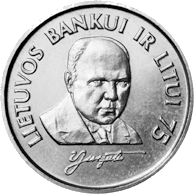
75. Jahrestag des Litas und der Bank von Litauen
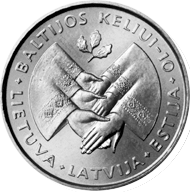
10. Jahrestag des Baltischen Weges
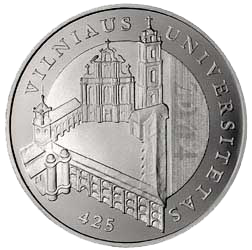
425. Jahrestag der Vilniusser Universität

## Scheine

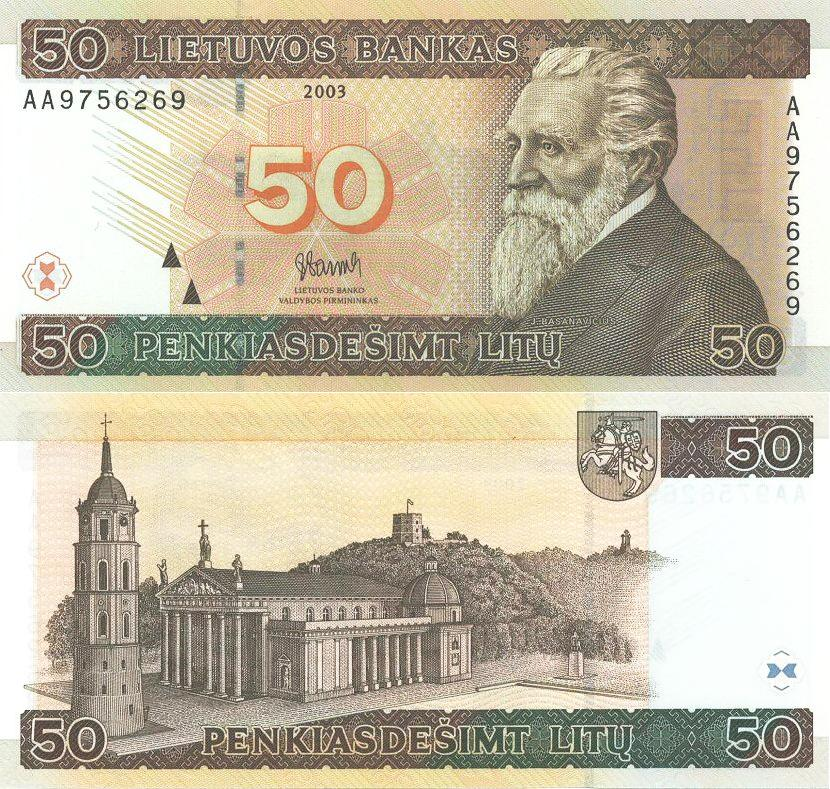
50 Litai von 2003

Banknoten gab es zu 10, 20, 50, 100, 200 und 500 Litų. Die 100- und 500-Litų-Scheine gab es seit 2000, die 200-Litų-Scheine seit 1997.
Nur noch selten findet man 1-Litas-, 2- oder 5-Litai-Scheine. Die Scheine und Münzen sind keine gültigen Zahlungsmittel mehr und können ausschließlich bei der Bank von Litauen getauscht werden. Die Größe der Scheine ist bei allen Werten 6,5 × 13,5 cm.
Die Scheine stellen folgende litauische Persönlichkeiten dar:
1 Litas: Žemaitė (eigentl. Julija Beniuševičiūtė-Žymantienė), litauische Volksdichterin (1845–1921), auf der Rückseite die Holzkirche in Palūšė (Aukštaitija) aus dem 18. Jahrhundert
2 Litai: Bischof Motiejus Valančius, ein Fürsprecher der litauischen Identität (1801–1875); auf der Rückseite die Wasserburg von Trakai
5 Litai: Jonas Jablonskis, litauischer Sprachforscher, Begründer der litauischen Schriftsprache (1860–1930), auf der Rückseite eine Buchdruckmaschine
10 Litų: Steponas Darius und Stasys Girėnas, zwei litauische Luftfahrtpioniere (1896 bzw. 1894–1933 bei Flugzeugabsturz), auf der Rückseite ihr Flugzeug Lituanica
20 Litų: Maironis (eigentl. Jonas Mačiulis), Prälat und Dichter (1862–1942), auf der Rückseite das Kriegsmuseum in Kaunas
50 Litų: Jonas Basanavičius, Wissenschaftler und Politiker, Unterzeichner der Unabhängigkeitserklärung 1918 (1851–1927), auf der Rückseite die Kathedrale und der Glockenturm in Vilnius
100 Litų (seit 2000): Simonas Daukantas, Historiker und Kämpfer für die Unabhängigkeit Litauens (1793–1864), auf der Rückseite die Universität Vilnius
200 Litu (seit 1997): Vydūnas (eigentl. Wilhelm Storost), Lehrer, Volkskundler, Dichter und Philosoph (1868–1953), auf der Rückseite der Leuchtturm von Klaipėda
500 Litų (seit 2000): Vincas Kudirka, Dichter, Kämpfer für die Unabhängigkeit und Autor des Textes der litauischen Nationalhymne (1858–1899), auf der Rückseite die litauische Freiheitsglocke (Kudirkas war Herausgeber der Zeitschrift Die Glocke) vor einer idealisierten litauischen Landschaft